# Hinesville
Hinesville és una població dels Estats Units a l'estat de Geòrgia. Segons el cens del 2000 tenia 30.392 habitants.

## Demografia
Segons el cens del 2000, Hinesville tenia 30.392 habitants, 10.528 habitatges, i 8.032 famílies. La densitat de població era de 723,5 habitants/km².
Dels 10.528 habitatges en un 50,2% hi vivien nens de menys de 18 anys, en un 56% hi vivien parelles casades, en un 16,7% dones solteres, i en un 23,7% no eren unitats familiars. En el 17,4% dels habitatges hi vivien persones soles el 2,4% de les quals corresponia a persones de 65 anys o més que vivien soles. El nombre mitjà de persones vivint en cada habitatge era de 2,89 i el nombre mitjà de persones que vivien en cada família era de 3,26.
Per edats la població es repartia de la següent manera: un 34,2% tenia menys de 18 anys, un 13,8% entre 18 i 24, un 36% entre 25 i 44, un 12,9% de 45 a 60 i un 3,1% 65 anys o més.
L'edat mediana era de 26 anys. Per cada 100 dones de 18 o més anys hi havia 95,3 homes.
La renda mediana per habitatge era de 35.013 $ i la renda mediana per família de 36.221 $. Els homes tenien una renda mediana de 27.135 $ mentre que les dones 20.813 $. La renda per capita de la població era de 14.300 $. Entorn del 13,8% de les famílies i el 14,8% de la població estaven per davall del llindar de pobresa.

## Poblacions més properes
El següent diagrama mostra les poblacions més properes.